# Корнифиций
Квинт Корнифиций (на латински: Quintus Cornificius) е римски поет, претор, авгур, автор и реторик от 1 век пр.н.е.

## Биография
Произлиза от фамилията Корнифиции.
Около 85 пр.н.е. е написал „Auctor ad Herennium“ или „Rhetorica ad Herennium“ в три книги. Произведението е написано след „За замеделието“ („De agri cultura“) на Катон. Това е най-старото произведение на латински език, запазено до днешно време в пълен обем.
Брат е на Корнифиция (85 – 40 пр.н.е.), римска поетеса. На един паметник в Рим пише:
CORNIFICIA Q. F. CAMERI Q. CORNIFICIUS Q. F. FRATER PR. AUGUR